# Muntanya del Congost
La Muntanya del Congost és una serra situada al municipi de Celrà a la comarca del Gironès, amb una elevació màxima de 328 metres.